# Титов, Тимофей Прокофьевич
Тимофей Прокофьевич Титов (26 апреля 1922 год, посёлок Подольский, Бобровский уезд, Воронежская губерния — 31 мая 1993 год, посёлок Михинский, Таловский район, Воронежская область) — председатель колхоза имени Калинина Таловского района Воронежской области. Герой Социалистического Труда (1976).

## Биография
Родился 26 апреля 1922 года в крестьянской семье в посёлке Подольский Бобровского уезда (сегодня — Бобровский район) Воронежской губернии. Участвовал в Великой Отечественной войне в составе 141 стрелковой дивизии. Во время войны получил серьёзное ранение, в результате которого у него была ампутирована нога. После демобилизации работал трактористом Тереховской МТС Таловского района, счетоводом, главным бухгалтером, старшим экономистом Таловского районного производственного управления сельского хозяйства. В 1959 году окончил Верхнеозёрский сельскохозяйственный техникум. В 1965 году выбран председателем колхоза имени Калинина Таловского района. Под его руководством колхоз вышел в передовые сельскохозяйственные предприятия Воронежской области. Руководил колхозом до 1987 года.
В 1976 году удостоен звания Героя Социалистического Труда.
В 1981 году участвовал в работе XXVI съезда КПСС.
Отец учёного-агронома и председателя Воронежской областной думы Юрия Тимофеевича Титова
.

## Награды
- Герой Социалистического Труда — указом Президиума Верховного Совета СССР от 23 декабря 1976 года
- Орден Ленина (дважды)
- Орден Октябрьской Революции
- Орден Дружбы народов
- Орден «Знак Почёта»
- Орден Отечественной войны 1 степени
- Орден Красной Звезды
- Медаль «За отвагу»
- Медаль «За боевые заслуги»